# Ceratina eximia
Ceratina eximia là một loài Hymenoptera trong họ Apidae. Loài này được Smith mô tả khoa học năm 1862.